# Aoplus limbatae
Aoplus limbatae är en stekelart som beskrevs av Heinrich 1961. Aoplus limbatae ingår i släktet Aoplus och familjen brokparasitsteklar. Inga underarter finns listade i Catalogue of Life.